# Copper River and Northwestern Railway
| |                      |                                      |                                      |
| Streckenlänge: | 314,8 km             |                                      |                                      |
| Spurweite: | 1435 mm (Normalspur) |                                      |                                      |
| |                      |                                      |                                      |
| \| \| 0,0 \| Cordova AK Hafen \| Cordova AK Hafen \| \| \| 2,1 \| Cordova AK 2nd Street (Pbf) \| Cordova AK 2nd Street (Pbf) \| \| \| 12,4 \| Eyak AK \| Eyak AK \| \| \| 23,3 \| Hanscom AK \| Hanscom AK \| \| \| 35,7 \| Alaganik AK \| Alaganik AK \| \| \| 42,2 \| Flag Point AK \| Flag Point AK \| \| \| 62,0 \| Katalla Junction \| Katalla Junction \| \| \| 65,8 \| Goat Mountain AK \| Goat Mountain AK \| \| \| 78,2 \| Miles Glacier AK \| Miles Glacier AK \| \| \| 82,1 \| Million Dollar Bridge (Copper River) \| Million Dollar Bridge (Copper River) \| \| \| 87,9 \| Abercrombie AK \| Abercrombie AK \| \| \| 101,7 \| Moraine AK \| Moraine AK \| \| \| 107,7 \| Baird AK \| Baird AK \| \| \| 125,7 \| Bremner AK \| Bremner AK \| \| \| 148,9 \| Cleave AK \| Cleave AK \| \| \| 162,4 \| Tiekel AK \| Tiekel AK \| \| \| 183,0 \| Uranatina AK \| Uranatina AK \| \| \| 200,7 \| Clay Wood Canyon AK \| Clay Wood Canyon AK \| \| \| 210,3 \| Chitina AK \| Chitina AK \| \| \| \| Copper River \| \| \| \| 220,5 \| Kotsina AK \| Kotsina AK \| \| \| 235,0 \| Strelna AK \| Strelna AK \| \| \| 252,7 \| Chokosna AK \| Chokosna AK \| \| \| 268,8 \| Moose Lake AK \| Moose Lake AK \| \| \| 284,9 \| Long Lake AK \| Long Lake AK \| \| \| 296,1 \| Porphyry AK \| Porphyry AK \| \| \| 307,4 \| McCarthy AK \| McCarthy AK \| \| \| 308,4 \| Blackburn AK \| Blackburn AK \| \| \| 314,8 \| Kennecott AK \| Kennecott AK \| |                      |                                      |                                      |
| Betriebs-/Güterbahnhof Streckenanfang (Strecke außer Betrieb) | 0,0                  | Cordova AK Hafen                     | Cordova AK Hafen                     |
| Bahnhof (Strecke außer Betrieb) | 2,1                  | Cordova AK 2nd Street (Pbf)          | Cordova AK 2nd Street (Pbf)          |
| Bahnhof (Strecke außer Betrieb) | 12,4                 | Eyak AK                              | Eyak AK                              |
| Bahnhof (Strecke außer Betrieb) | 23,3                 | Hanscom AK                           | Hanscom AK                           |
| Bahnhof (Strecke außer Betrieb) | 35,7                 | Alaganik AK                          | Alaganik AK                          |
| Bahnhof (Strecke außer Betrieb) | 42,2                 | Flag Point AK                        | Flag Point AK                        |
| Bahnhof (Strecke außer Betrieb) | 62,0                 | Katalla Junction                     | Katalla Junction                     |
| Bahnhof (Strecke außer Betrieb) | 65,8                 | Goat Mountain AK                     | Goat Mountain AK                     |
| Bahnhof (Strecke außer Betrieb) | 78,2                 | Miles Glacier AK                     | Miles Glacier AK                     |
| Brücke über Wasserlauf (Strecke außer Betrieb) | 82,1                 | Million Dollar Bridge (Copper River) | Million Dollar Bridge (Copper River) |
| Bahnhof (Strecke außer Betrieb) | 87,9                 | Abercrombie AK                       | Abercrombie AK                       |
| Bahnhof (Strecke außer Betrieb) | 101,7                | Moraine AK                           | Moraine AK                           |
| Bahnhof (Strecke außer Betrieb) | 107,7                | Baird AK                             | Baird AK                             |
| Bahnhof (Strecke außer Betrieb) | 125,7                | Bremner AK                           | Bremner AK                           |
| Bahnhof (Strecke außer Betrieb) | 148,9                | Cleave AK                            | Cleave AK                            |
| Bahnhof (Strecke außer Betrieb) | 162,4                | Tiekel AK                            | Tiekel AK                            |
| Bahnhof (Strecke außer Betrieb) | 183,0                | Uranatina AK                         | Uranatina AK                         |
| Bahnhof (Strecke außer Betrieb) | 200,7                | Clay Wood Canyon AK                  | Clay Wood Canyon AK                  |
| Bahnhof (Strecke außer Betrieb) | 210,3                | Chitina AK                           | Chitina AK                           |
| Brücke über Wasserlauf (Strecke außer Betrieb) |                      | Copper River                         | Copper River                         |
| Bahnhof (Strecke außer Betrieb) | 220,5                | Kotsina AK                           | Kotsina AK                           |
| Bahnhof (Strecke außer Betrieb) | 235,0                | Strelna AK                           | Strelna AK                           |
| Bahnhof (Strecke außer Betrieb) | 252,7                | Chokosna AK                          | Chokosna AK                          |
| Bahnhof (Strecke außer Betrieb) | 268,8                | Moose Lake AK                        | Moose Lake AK                        |
| Bahnhof (Strecke außer Betrieb) | 284,9                | Long Lake AK                         | Long Lake AK                         |
| Bahnhof (Strecke außer Betrieb) | 296,1                | Porphyry AK                          | Porphyry AK                          |
| Bahnhof (Strecke außer Betrieb) | 307,4                | McCarthy AK                          | McCarthy AK                          |
| Bahnhof (Strecke außer Betrieb) | 308,4                | Blackburn AK                         | Blackburn AK                         |
| Kopfbahnhof Streckenende (Strecke außer Betrieb) | 314,8                | Kennecott AK                         | Kennecott AK                         |

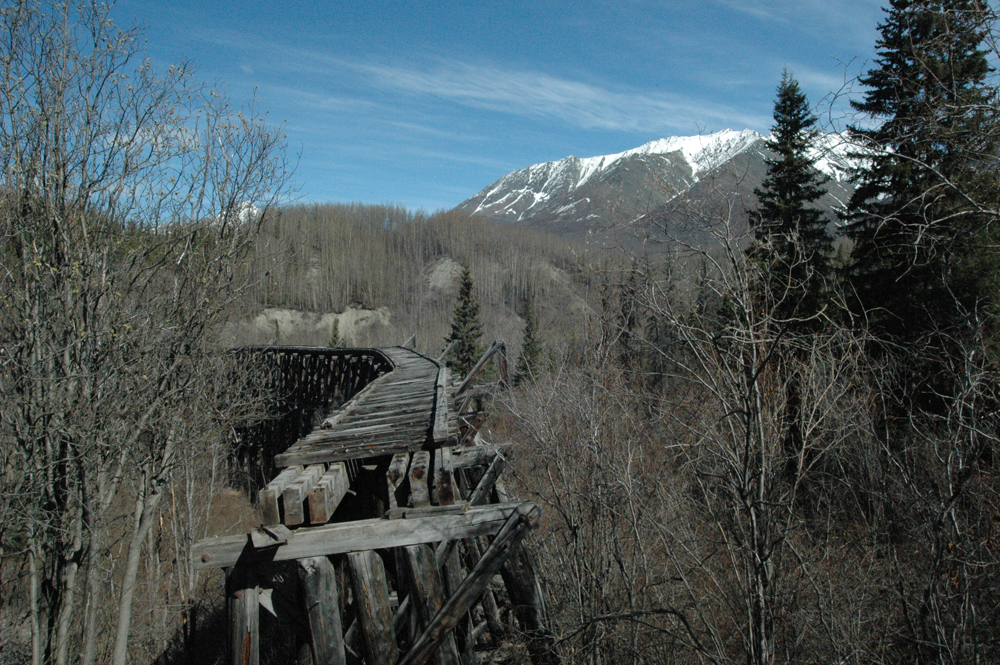
Reste der Gilahina-Trestle-Brücke

Die Copper River and Northwestern Railway (CR&NW) ist eine ehemalige Eisenbahngesellschaft in Alaska (Vereinigte Staaten). Sie bestand als eigenständige Gesellschaft von 1905 bis 1939.

## Geschichte

### Vorgeschichte
Nachdem 1885 um den Ort McCarthy in den Wrangell Mountains reiche Kupfervorkommen entdeckt worden waren und 1900 schließlich die Bonanza-Mine den Betrieb aufnahm, plante das Alaska-Syndikat unter der Führung der Guggenheims und J. Pierpont Morgans eine Eisenbahn zur Küste zu bauen. Außerdem wollte man die Strecke weiter nördlich bis zum Yukon River verlängern. Als Zielort kamen drei mögliche Häfen in Frage, Valdez, Cordova und Katalla. Zunächst gründete das Syndikat 1905 unter dem Namen Valdez–Yukon Railroad eine Bahngesellschaft und begann im August 1906 den Bahnbau von Valdez aus. In Cordova war am 16. Mai 1905 die Copper River Railroad gegründet worden, die von dort aus ebenfalls mit dem Bau einer Eisenbahn begann. 1907 entschied das Syndikat, ihre Strecke doch von Cordova aus zu bauen, weil man von dort leichteren Zugang zu den Kohlefeldern bei Katalla hatte, der Hafen von Cordova im Gegensatz zu dem in Katalla jedoch deutlich besser vor Stürmen geschützt lag. Die Valdez–Yukon Railroad wurde an einen Geschäftsmann in Valdez verkauft und das Syndikat erwarb die Copper River Railroad, die ab dieser Zeit als Copper River and Northwestern Railway bezeichnet wurde. Gleichzeitig begannen auch in Katalla Bauarbeiten für eine Minenbahn, die Katalla Coal Company Railroad, die später an die Strecke der CR&NW angeschlossen werden sollte, wozu es jedoch nie kam.

### Bau der Bahn
Nachdem im November 1907 ein Sturm einige Anlagen, die in Katalla bereits gebaut worden waren, zerstört hatte, beschloss das Syndikat, den Bahnbau in Katalla über den Winter ruhen zu lassen. 1908 wurde der Bau der Minenbahn jedoch nicht wieder aufgenommen und die bestehende Strecke stillgelegt.
An der Hauptstrecke von Cordova aus wurde jedoch auch den ganzen Winter hindurch gebaut. Im Sommer 1908 waren 75 Kilometer der normalspurigen Strecke fertiggestellt. Ein kurzes Stück nördlich des Streckenendes musste der Copper River mit der Million Dollar Bridge überquert werden. Das Problem war, dass einen Kilometer von der Querungsstelle entfernt der Miles-Gletscher endete. Die Brücke musste also stark genug gebaut werden, eventuellen Eisbergen, die vom Gletscher abbrachen, standzuhalten. Man entschied sich, eine massive Stahlbrücke zu bauen. Zunächst wurden die Gleise bis zum Fluss geführt und im März 1909 über das Eis des Flusses auf die andere Seite, um Baumaterial an beiden Brückenköpfen vorrätig zu haben und auch die eigentliche Bahnstrecke nördlich der Brücke weiterbauen zu können. Im Sommer 1909 wurden Baumaterialien auch per Schiff über den Fluss transportiert. Die Bahngesellschaft besaß hierfür fünf Dampfschiffe. Der Bau der Brücke kostete 1,5 Millionen US-Dollar, weshalb die Brücke auch „Million Dollar Bridge“ genannt wird. Sie wurde am 19. Juni 1910 fertiggestellt.
Da die gesamte 315 Kilometer lange Strecke bis zum Frühjahr 1911 fertiggebaut sein sollte, musste der Rest der Bahn zügig weitergebaut werden. Weitere bemerkenswerte Brücken wurden dabei errichtet. Die 160 Meter lange Kuskulana Bridge führte in 72 Metern Höhe über die Schlucht des Kuskulana River und war ebenfalls aus Stahl. Die Gilahina Bridge war mit 268 Metern Länge die längste Holzbrücke der Strecke. Ende September 1910 erreichten die ersten Züge Chitina. Von hier sollte die Zweigstrecke zu den Kupferminen abgehen. Man baute nun zunächst die Zweigstrecke, um durch die Kupfertransporte Geld einzufahren für den Weiterbau in Richtung Yukon River. Kurz hinter Chitina musste erneut der Copper River überquert werden, was dort jedoch wesentlich unproblematischer war, da der Fluss an dieser Stelle nicht so breit war und auch keine Gefahr durch kalbende Gletscher bestand.
Am 29. März 1911 wurde schließlich der letzte Nagel, den man eigens aus Kupfer angefertigt hatte, eingeschlagen. Der erste planmäßige Zug aus den Minen erreichte Cordova am 8. April. Aufgrund des langwierigen Streckenbaus hatte die Bahn den Spitznamen Can't Run and Never Will (dt.: kann nicht fahren und wird auch nie), abgeleitet aus der Abkürzung des Firmennamens.
Die weitere Planung sah eine Zweigstrecke nach Katalla sowie eine Verlängerung der Strecke im Tal des Copper River und weiter bis Fairbanks vor. Beide Strecken wurden nie gebaut. In Katalla begnügte man sich 1909 mit der Gründung einer neuen Minenbahn, der Alaska Anthracite Coal and Railway, die jedoch erst 1917 eröffnet und bereits 1921 aus wirtschaftlichen Gründen wieder stillgelegt wurde.

### Weitere Entwicklung

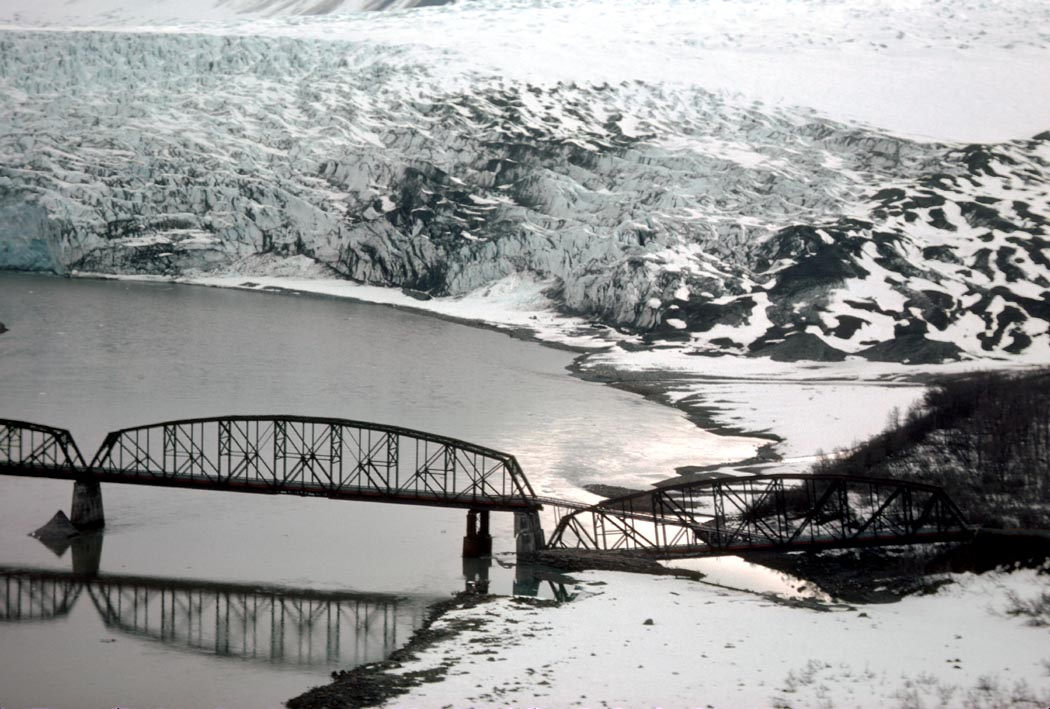
Die Million Dollar Bridge nach dem Erdbeben von 1964

Nach der Weltwirtschaftskrise, mit der auch die Guggenheims zu kämpfen hatten, ging der Vorrat an Kupfererz langsam zur Neige. Die Mine wurde unwirtschaftlich und 1935 schließlich geschlossen. Die Bahn konnte sich noch drei weitere Jahre halten, bis schließlich am 11. November 1938 der letzte Zug fuhr. Im Januar 1939 wurde die Copper River and Northwestern Railroad aufgelöst und die Bahnanlagen stillgelegt.
Von Chitina nach McCarthy, ca. 97 Kilometer, blieben die Gleise noch bis 1947 in Betrieb. Hier wurden durch lokale Betreiber leichte straßenbahnähnliche Wagen eingesetzt. Die letzten Gleise auf der Strecke wurden erst 1964 abgebaut. Auf diesem Stück der Bahn zwischen dem Tiekel River und Kennicott baute man die McCarthy Road. Etwa 21 Kilometer der Strecke von Cordova aus wurden während des Zweiten Weltkriegs benutzt, um mit einer in Cordova verbliebenen Lok Baumaterial zum Flugplatz zu transportieren. 1945 wurde auch diese Strecke abgebaut und stattdessen mit dem Bau einer Straße, des Copper River Highway, auf der Trasse der Eisenbahn begonnen, die 1958 bis zur Million Dollar Bridge fertiggestellt war. Ein schweres Erdbeben beschädigte 1964 die Brücke jedoch, sodass der Weiterbau der Straße unterblieb. Erst ab Mitte der 2000er Jahre wurde die Brücke repariert und ist seit 2005 wieder befahrbar, die Straße wurde jedoch bisher noch nicht weitergebaut.
Seit 1973 steht die Bahntrasse unter Denkmalschutz, seit 2002 auch das Hotel der Bahn in Cordova.

## Fahrzeuge
Am 30. Juni 1910 besaß die Bahngesellschaft 15 Lokomotiven, sechs Wagen der ersten Klasse, vier Wagen der zweiten Klasse sowie 140 Güterwagen. 1936 waren es 13 Dampflokomotiven, sechs Personen- und 327 Güterwagen.

## Personenverkehr
Der Fahrplan vom Juni 1913 sah nur ein Personenzugpaar auf der Strecke vor, das an Werktagen verkehrte. Der Zug startete um vier Uhr früh in Kennicott, während der Gegenzug um acht Uhr in Cordova losfuhr. Die Züge kreuzten sich in Bremner gegen Mittag, wo beide Züge einen längeren Aufenthalt hatten. Für die gesamte Strecke benötigte der Zug 12 Stunden.
Nach dem Fahrplan vom Juni 1933 fuhr der Zug täglich jeweils um acht Uhr früh an beiden Streckenenden ab und benötigte ebenfalls 12 Stunden. Die Zugkreuzung fand in Tiekel, also etwa in der Mitte der Strecke statt.